# Electronic Frontier Foundation
Electronic Frontier Foundation (EFF) je mezinárodní nezisková organizace založená v roce 1990 v San Franciscu.
EFF poskytuje finance při soudních procesech, představuje amicus curiae, brání jednotlivce a technologie před zneužíváním právních hrozeb, snaží se odhalovat porušování předpisů státní mocí, poskytuje poradenství pro soudy a vládu, organizuje politické akce a rozesílání hromadných e-mailů, podporuje nové technologie, u nichž předpokládá pozitivní vliv na osobní svobody a onlinové občanské svobody, udržuje databázi a webové stránky informací a novinek s tím spojených, monitoruje a oponuje právní předpisy, u nichž věří, že by mohly poškozovat osobní svobody a fair use, a snaží se vytvářet seznam toho, co považuje za zneužít patentů se snahou bránit ty, jichž se to týká, bez nároku na odměnu.